# Lacey Duvalle
Lacey Duvalle (Washington, 5 aprile 1982) è un'ex attrice pornografica statunitense.

## Biografia
Nata a Washington, con la sua famiglia si è trasferita a Los Angeles all'età di 6 anni. Ha debuttato nell'industria pornografica nel 2000 a 18 anni con il nome di Pebbles, girando la sua prima scena Dirty Debutantes. Nella sua carriera si è affermata come una delle attrici più note della categoria ebony e solitamente indossava grande orecchini circolari nelle sue scene.
Si è ritirata nel 2012.

## Riconoscimenti
- AVN Awards
  - 2022 – Hall of Fame[3]

Altri premi
- 2009: Urban X Awards Winner – Best POV Sex Scene – Tunnel Vision[4]